# Веруцкија (Модена)
Веруцкија је насеље у Италији у округу Модена, региону Емилија-Ромања.
Према процени из 2011. у насељу је живело 319 становника. Насеље се налази на надморској висини од 781 м.